# Parlamentswahl in San Marino 1983
- PCS: 15
- PSS: 9
- PSU-IS: 8
- PSDS: 1
- ID-PR: 1
- PDCS: 26

Die Parlamentswahl in San Marino 1983 fand am 29. Mai 1983 statt.

## Ergebnisse
| Partei                                                 | Anzahl der Stimmen | %      | Mandate |
| ------------------------------------------------------ | ------------------ | ------ | ------- |
| Partito Democratico Cristiano Sammarinese (PDCS)       | 7.068              | 42,1 % | 26      |
| Partito Comunista Sammarinese (PCS)                    | 4.096              | 24,4 % | 15      |
| Partito Socialista Sammarinese (PSS)                   | 2.490              | 14,8 % | 9       |
| Partito Socialista Unitario–Intesa Socialista (PSU-IS) | 2.333              | 13,9 % | 8       |
| Partito Socialista Democratico Sammarinese (PSDS)      | 487                | 2,9 %  | 1       |
| Intesa Democratico – Partito Repubblicano (ID-PR)      | 328                | 2,0 %  | 1       |